# Gaston Lachaise

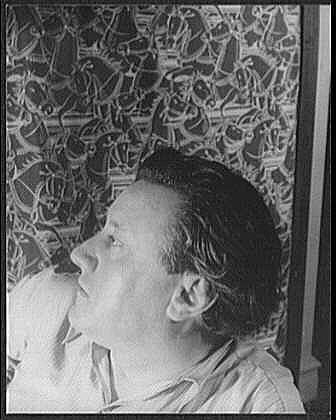
Gaston Lachaise fotografiado por Carl Van Vechten, 1934.

Gaston Lachaise (19 de marzo de 1882- 18 de octubre de 1935) fue un escultor franco-estadounidense activo a principios del siglo XX. Nativo de París fue conocido por sus desnudos femeninos.

## Biografía
Lachaise, hijo de un ebanista, ingresó a los 13 años de edad a una escuela de arte, donde se educó en artes decorativas, y desde 1898 a 1904 estudió escultura en la École des Beaux-Arts con Gabriel-Jules Thomas. Comenzó su carrera artística como diseñador de objetos decorativos Art Noveau para el joyero René Lalique. 
Enamorado de una joven estadounidense, Lachaise emigró a Estados Unidos en 1906, donde trabajó en Boston para H. H. Kitson, un escultor académico de monumentos militares. En 1912 Lachaise viajó a Nueva York para trabajar como asistente del escultor Paul Manship. Su trabajo, como el de Manship, puede apreciarse en el Rockefeller Center. 
El trabajo más conocido de Lachaise, Mujer de pie (1932), tipifica la imagen sobre la que volvió una y otra vez: una mujer desnuda y voluptuosa, con sinuosas y redondeadas extremidades. Lachaise fue reconocido además como un retratista brillante. Creó bustos de artistas famosos y celebridades literarias como John Marin, Marianne Moore, y E. E. Cummings. En 1935 el Museo de Arte Moderno de Nueva York organizó una exhibición retrospectiva de la obra de Lachaise, la primera que una institución realizaba para un escultor estadounidense. 

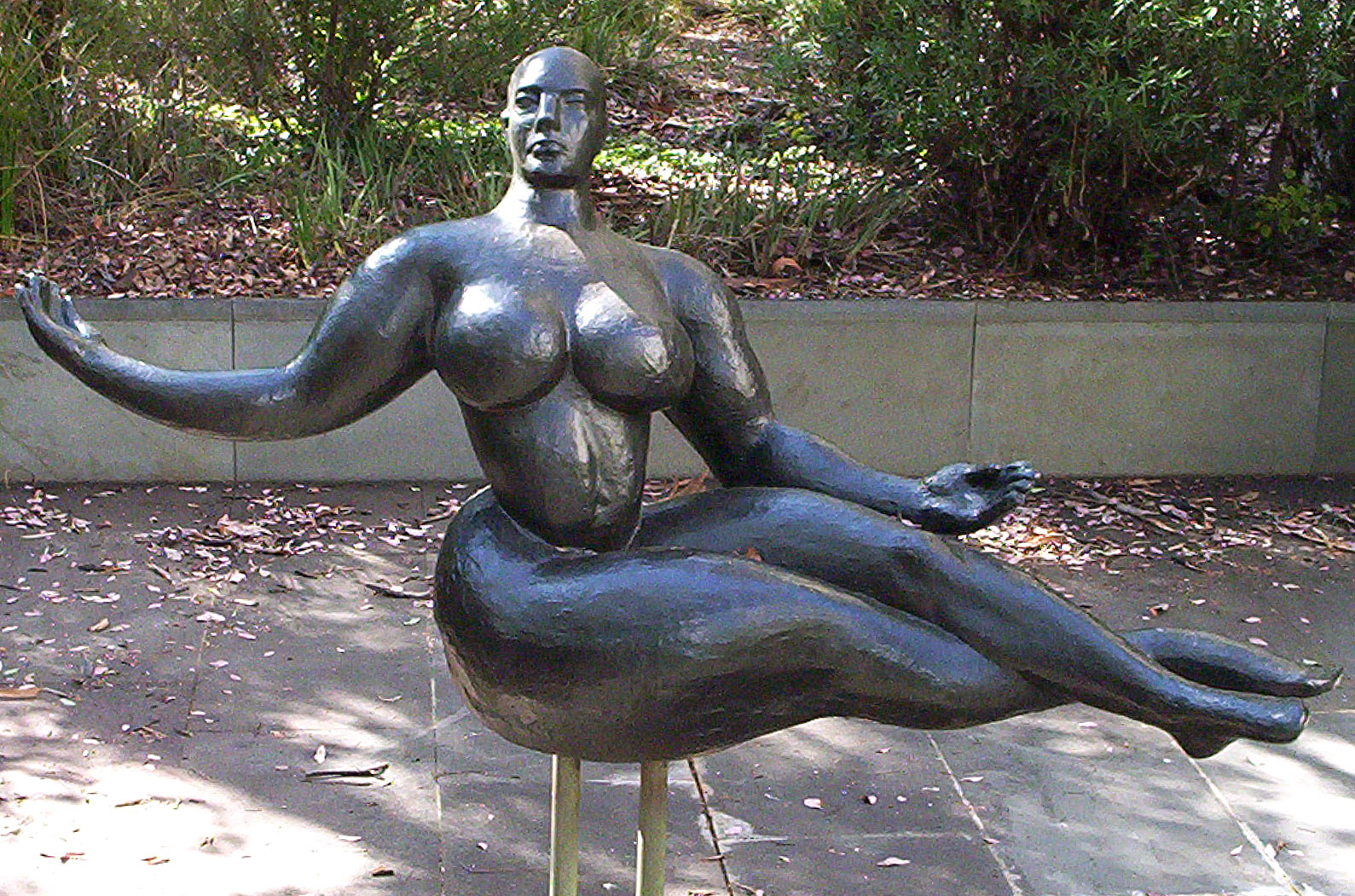
Figura flotante por Gaston Lachaise (1927), bronce, no. 5 de una serie de 7, adquirida en 1978 por la National Gallery of Australia.